# Apalpador

Apalpador

Apalpador, Apalpabarrigas o Pandigueiro es un personaje típico de tradición navideña gallega, especialmente en las comarcas de Sarria, Quiroga, Lemos, Tierra de Trives y Los Ancares.Se trata de un carbonero con vestuario andrajoso que en nochevieja entra en las casas, visita a los niños, les palpa la barriga y, si no está llena, les deja un puñado de castañas. El resto del año vive en los montes orientales de Galicia. 
El historiador Xesús Taboada Chivite recoge en sus estudios sobre ritos y creencias gallegas la existencia del ritual propiciatorio de palpar la barriga de los niños en Nochevieja, que recibe así el nombre de noite de apalpadoiro (noche de palpar).

## Música
Hay algunas tonadas y canciones populares relacionadas con este personaje que han llegado hasta nuestros días y que son cantadas en las noites de apalpadoiro para advertir a los pequeños de la llegada inminente del Apalpador y de la necesidad de que se vayan a la cama. 

### Canción del Apalpador
La siguiente es una canción sobre el Apalpador recogida en diciembre de 1994 en Romeor de Caurel (Lugo):
| Vaite logo meu ratiño marcha agora pra cociña. Que vai vir o ladrón a roubarche a comida. ············· Xa chegou o día grande, día do noso Señor. Xa chegou o día grande, E virá o ladrón ············· Mañá é día de cachela, que haberá gran nevarada e ha vir o ladron cunha mega de cousas robadas. ············· Por aquela cemba, xa ven relumbrando o señor Apalpador cun grande nardo para darvos o aguinaldo. | Vai-te logo meu meniño, marcha agora para camiña. Que vai vir o Apalpador a palpar-che a barriguiña. ············· Xa chegou o dia grande, dia do nosso Senhor. Xa chegou o dia grande, E virá o Apalpador. ············· Mañá é dia de cachela, que haverá gram nevarada e há vir o Apalpador cunha mega de castañas. ············· Por aquela cemba, xa ven relumbrando o señor Apalpador para dar-vos o aguinaldo. | Vete corriendo mi niñito, vete ahora a la camita. Que va a venir el Apalpador a palparte a cousiña. ············· Ya llegó el día grande, día de nuestro Señor. Ya llegó el gran día, y vendrá el Apalpador. ············· Mañana es día de cachela que habrá una gran nevada, y vendrá el Apalpador con un cesto de castañas. ············· Por aquel talud, ya viene alumbrando, el señor Apalpador para daros el aguinaldo. |